# Silent Sanderson
Silent Sanderson è un film muto del 1925 diretto da Scott R. Dunlap sotto la supervisione di Hunt Stromberg.

## Produzione
Il film fu prodotto dalla Stellar Productions (Hunt Stromberg Productions)

## Distribuzione
Distribuito dalla Producers Distributing Corporation (PDC) e presentato da Hunt Stromberg, il film uscì nelle sale degli Stati Uniti il 13 aprile 1925 e in quelle britanniche il 26 aprile 1926.